# Вовківецька сільська рада
Вовківе́цька сільська́ ра́да — адміністративно-територіальна одиниця та орган місцевого самоврядування в Шепетівському районі Хмельницької області. Адміністративний центр — село Вовківці.

## Загальні відомості
Вовківецька сільська рада утворена в 1937 році.
- Територія ради: 1,682 км²
- Населення ради: 541 особа (станом на 2001 рік)

## Історія
Хмельницька обласна рада рішенням від 16 жовтня 2014 року у Шепетівському районі перейменувала Вовковецьку сільську раду на Вовківецьку.

## Населені пункти
Сільській раді підпорядковані населені пункти:
- с. Вовківці
- с. Вовківчики

## Склад ради
Рада складається з 12 депутатів та голови.
- Голова ради: Стукан Людмила Іванівна

### Депутати
За результатами місцевих виборів 2010 року депутатами ради стали:

#### За суб'єктами висування
| Суб'єкт висування            | Кількість обраних депутатів | %    |
| ---------------------------- | --------------------------- | ---- |
| Самовисування                | 6                           | 50   |
| Партія регіонів              | 5                           | 41,7 |
| Соціалістична партія України | 1                           | 8,3  |

#### За округами
| № округу                     | Прізвище, ім'я, по батькові     | Дата визнання обраним | Освіта             | Партійна приналежність                        | Відомості про обраного депутата                                                            |
| ---------------------------- | ------------------------------- | --------------------- | ------------------ | --------------------------------------------- | ------------------------------------------------------------------------------------------ |
| Партія регіонів              |                                 |                       |                    |                                               |                                                                                            |
| 2                            | Стукан Олександр Миколайович    | 01.11.2010            | середня спеціальна | позапартійний                                 | приватний підприємець                                                                      |
| 3                            | Дишлова Наталія Валентинівна    | 01.11.2010            | вища               | член Партії регіонів                          | Вовківецька сільська рада, секретар                                                        |
| 4                            | Кушнірук Лілія Андріївна        | 01.11.2010            | вища               | позапартійна                                  | Вовківецька сільська бібліотека, бібліотекар                                               |
| 6                            | Касянчук Світлана Володимирівна | 01.11.2010            | вища               | позапартійна                                  | Вовківецький фельдшерський пункт, завідувачка                                              |
| 12                           | Адамчук Любов Іванівна          | 01.11.2010            | середня спеціальна | позапартійна                                  | Вовківецьке відділення поштового зв'язку, завідувачка відділення                           |
| Соціалістична партія України |                                 |                       |                    |                                               |                                                                                            |
| 5                            | Мазур Володимир Гаврилович      | 01.11.2010            | вища               | член Соціалістичної партії України            | пенсіонер                                                                                  |
| Самовисування                |                                 |                       |                    |                                               |                                                                                            |
| 1                            | Ніверчук Іван Іванович          | 01.11.2010            | середня спеціальна | позапартійний                                 | ТОВ «Подільський господар», інженер                                                        |
| 7                            | Хедик Галина Іванівна           | 01.11.2010            | середня спеціальна | позапартійна                                  | ТОВ «Подільський господар», завідувачка ферми с. Вовківці                                  |
| 8                            | Семенюк Сергій Миколайович      | 01.11.2010            | середня спеціальна | член Всеукраїнського об'єднання «Батьківщина» | Вовківецька сільська рада, спеціаліст з питань комунальної власності та землевпорядкування |
| 9                            | Лавренюк Валентина Сергіївна    | 01.11.2010            | вища               | член Всеукраїнського об'єднання «Батьківщина» | "ТОВ «Подільський господар», завідувачка комори                                            |
| 10                           | Жук Микола Петрович             | 01.11.2010            | середня спеціальна | член Всеукраїнського об'єднання «Батьківщина» | ТОВ «Лотівка-еліт», обліковець                                                             |
| 11                           | Грабощук Едуард Григорович      | 01.11.2010            | середня спеціальна | член Всеукраїнського об'єднання «Батьківщина» | фермерське господарство «Янтар», фермер                                                    |